# Dragon Quest Monsters: Terry's Wonderland
 (mai 2009).
Si vous disposez d'ouvrages ou d'articles de référence ou si vous connaissez des sites web de qualité traitant du thème abordé ici, merci de compléter l'article en donnant les références utiles à sa vérifiabilité et en les liant à la section « Notes et références ».
Pour les articles homonymes, voir DWM.
Dragon Quest Monsters: Terry's Wonderland (ドラゴンクエストモンスターズ テリーのワンダーランド, Doragon Kuesuto Monsutāzu Terī no Wondārando) (aux États-Unis, Dragon Warrior Monsters ou DWM) est un jeu vidéo développé par TOSE sur Game Boy Color en 1998 pour l'éditeur japonais Enix.
Un remake a été développé sur Nintendo 3DS et est sorti en 2012 au Japon, renommé pour cette plate-forme en Dragon Quest Monsters: Terry's Wonderland 3D.

## Synopsis
Un jeune garçon nommé Terry assiste à l'enlèvement de sa sœur par un monstre. Terry se retrouve ensuite dans un royaume inconnu (Wonderland) dont le roi promet de l'assister à retrouver sa soeur si Terry remporte un tournoi à venir en son nom. Au Wonderland, des Maitres de monstres s’affrontent en effet dans des combats stratégiques, et un grand tournoi est organisé tous les 4 ans environ. Terry va alors arpenter le royaume en quête de monstres de plus en plus puissants dans le but d'atteindre son objectif : remporter le tournoi et sauver sa soeur.

## Système de jeu
Dragon Quest Monsters: Terry's Wonderland est un jRPG dans lequel le joueur explore le monde, fait combattre et gagner aux membres de son équipe de l'expérience, interagit avec des personnages, etc. Les écrans sont fixes et les combats surviennent aléatoirement.
L'équipe active du joueur est composée d'un maximum de trois monstres différents. Ceux-ci combattent conjointement et gagnent donc à être complémentaires. Les autres monstres apprivoisés sont envoyés à la "ferme".
Les 215 monstres différents du jeu sont répartis en neuf familles : blobs, bêtes, insectes, plantes, oiseaux, matériaux, zombies, djins et dragons. Une bonne partie des monstres est puisée dans le bestiaire habituel de la série Dragon Quest.
Les monstres vaincus proposent parfois d'eux-mêmes de se joindre à nous, et le joueur peut favoriser cet apprivoisement en utilisant des objets durant le combat pour les nourrir.

## Développement
En 1996, au Japon, Nintendo sort Pokémon Rouge et Bleu sur Game Boy qui rencontre un immense succès. Le principe de ce jeu est de capturer des monstres et de les dresser pour les faire combattre contre d'autres monstres. Enix propose un concept similaire avec Dragon Quest Monsters. Notons toutefois que la série mère proposait dès Dragon Quest V (1992) la possibilité de recruter certains monstres pour les inclure à l'équipe du joueur.
Dragon Quest Monsters: Terry's Wonderland est sorti sur Game Boy Color au Japon et aux États-Unis sous le titre Dragon Warrior Monsters. Le character design, à l'instar des autres jeux de la série, est réalisé par Akira Toriyama.

## Accueil
- Famitsu : 36/40 (3DS)[2]
- Nintendo Power : 7,2/10 (GBC)[3]

## Suites
Ce jeu aura plusieurs suites : Tara's Adventure, Caravan Heart et Joker.